# Luberon
Luberon (fransk udtale: [lyb(ə)ʁɔ̃] eller [lybeʁɔ̃]; provencalsk: Leberon (klassisk norm) eller Leberoun (Mistraliansk norm)) er et bjergmassiv i det centrale Provence i det sydlige Frankrig, en del af de franske præalper. Det har en maksimal højde på 1.256 moh. og dækker et område på omkring 600 km². Det er sammensat af tre bjergkæder (fra vest til øst): Lesser Luberon (Petit Luberon), Greater Luberon (Grand Luberon) og Eastern Luberon (Luberon oriental). Dalene nord og syd for dem rummer en række byer og landsbyer samt landbrugsjord; den nordlige del er præget af floden Calavon, mens den sydlige del er præget af floden Durance.
Den regionale naturpark Luberon Regionale Natur Park blev oprettet i 1977 for at beskytte den særlige biodiversitet, der kun findes her, og den dækker et område på ca. 1850 km²; den blev blev udpeget til Biosfærereservat 1997,
og som Global Geopark af UNESCO i 2004 (senest opdateret i 2015) under navnet "Geopark Luberon".

## Navnet
Luberon er ofte stavet under navnet Lubéron (med en akut accent på toppen af "e"); nogle ordbøger begrunder, at begge de to stavemåder kan bruges. Det samlede antal indbyggere varierer meget mellem vinter og sommer på grund af en massiv tilstrømning af turister i den varme årstid. Det er et yndet rejsemål for det franske borgerskab og britiske og amerikanske besøgende på grund af de hyggelige og maleriske byer og landsbyer, behagelig livsstil, landbrugsrigdom, historiske og kulturelle foreninger samt vandrestier. Samuel Beckett boede især i Cave Bonelly, en vingård tæt på Roussillon, under Anden Verdenskrig .

## Flora og fauna
Luberon har en rig biologisk mangfoldighed, kendt for at være hjemsted for omkring 1.500 arter af planter, der tegner sig for 30% af floraen og faunaen i Frankrig, 17.000 arter og underarter af insekter med næsten 2.300 arter af sommerfugle, eller næsten 40% af de arter, der lever i Frankrig, 341 arter og underarter af hvirveldyr, 135 fuglearter og 21 arter af flagermus eller 70% af arter, der findes i Frankrig. Blandt de 1.500 forskellige plantearter er der 700 arter og underarter af højere planter og 200 arter af lav. Rige fossile aflejringer er også bevaret her, som dokumenterer for eksempel gamle arter relateret til sangfugle, samt en fortidspelikan.
- Trappesnog
- Høgeørn
- Slangeørn, den største ynglefugl i Luberon
- Græshoppen Decticus albifrons

## Kultur
I de første to årtier af det 21. århundrede er Luberon blevet kendt i den engelsktalende verden, især gennem en række bøger af den britiske forfatter Peter Mayle, der fortæller om sit liv som udlænding, der bosatte sig i Luberon-landsbyen Ménerbes . Disse har titlerne Et år i Provence, Toujours Provence og Encore Provence. En anden af Mayles bøger, en roman, der foregår i Luberon, blev lavet til en film kaldet A Good Year (2006) instrueret af Ridley Scott, med Russell Crowe i hovedrollen og filmet i regionen.

## Nukleare anlæg
Force de frappe eller det franske strategiske atomarsenal plejede at være placeret på Plateau d'Albion, før det blev demonteret i slutningen af 1980'erne. Nu er det underjordiske sted, hvor missilkontrollerne var placeret, et offentligt tværfagligt laboratorium ved University of Nice Sophia Antipolis, Low Noise Underground Laboratory (fr) (LSBB) i Rustrel, Pays d'Apt.

## Luberons gyldne trekant
- Bonnieux, landsby på grænsen mellem Lille og Store Luberon
- Gordes, vendt mod Luberon, betragtes denne landsby som toppen af Den Gyldne Trekant (basen er lavet af Little Luberon-bjergene)
- Goult, der ligger på en bakke midt i Luberon-dalen
- Lacoste og det gamle slot af onkel til "le Marquis de Sade"
- Ménerbes
- Oppède med dens historiske sektion beliggende på bjergskråningen Oppéde-le-Vieux
- Roussillon ligger ligesom Goult på en bakke i Luberon-dalen

### Sydlige Luberon
- Lourmarin, landsby på grænsen mellem Little og Big Luberon
- Cucuron
- Pavillon de Galon